# 6-я гвардейская кавалерийская дивизия
6-я гвардейская кавалерийская Гродненская ордена Ленина Краснознамённая орденов Суворова Кутузова и Красной Звезды дивизия им. А.Я. Пархоменко — кавалерийская дивизия в составе Рабоче-крестьянской Красной армии во время Гражданской войны, затем в составе Вооружённых сил СССР во время Великой Отечественной войны. Принимала участие в Гражданской войне, в 1939—1940 годах — в освободительных походах Советской Армии в Западную Украину и Бессарабию.

## История формирования
- Сформирована 14.12.1920 года как 14-я кавалерийская дивизия (формирования 1920 года).
- C 30.11.1921 14-я Майкопская кавалерийская дивизия
- С 1.9.1924 10-я Майкопская кавалерийская Краснознамённая дивизия
- Со 2.3.1930 14-я кавалерийская Коммунистического Интернационала Молодёжи дивизия имени т. Пархоменко
- В июле 1940 года передислоцирована из Ровно, Кременец, Острог в Славута.

### Боевой путь
- 26 июня вступила в первый бой с немецко-фашистскими войсками.
- 25 декабря 1941 года за боевые заслуги преобразована в 6-ю гвардейскую кавалерийскую дивизию
- В 1942 года в составе З-го гвардейского кавалерийского корпуса (в котором действовала до конца войны) успешно вела боевые действия на елецком направлении, в районах гг. Щигры и Харьков, на Дону и под Сталинградом.
- Зимой 1942/43 участвовала в наступательной операции Южного фронта в Донбассе.
- В мае 1943 вместе с другими дивизиями З-го гвардейского кавалерийского корпуса была переброшена в район Старая и Новая Калитва и вошла в состав Степного военного округа. В сентябре в составе Западного фронта вела наступательные бои на Смоленщине, затем принимала участие в освобождении восточных районов Белоруссии. За образцовое выполнение боевых заданий командования и проявленные при этом доблесть и мужество была награждена орденом Суворова 2-й степени (21 декабря 1943 года).
- Особенно успешно дивизия действовала в Белорусской наступательной операции 1944 года в составе конно-механизированной группы под командованием генерал-лейтенанта Н. С. Осликовского, входившей в З-й Белорусский а с 14 июля — во 2-й Белорусский фронт. За 36 дней гвардейцы-кавалеристы прошли с боями 770 км и вместе с другими соединениями и частями освободили 268 населённых пунктов (в том числе гг. Молодечно, Лида, Гродно), уничтожили свыше 5 тысяч солдат и офицеров, большое количество военной техники противника, захватили много трофеев. За отличия в боях при освобождении г. Гродно (16 июля) дивизия получила почётное наименование «Гродненской» (25 июля 1944).
- В боях на территории Белоруссии бойцы и командиры дивизии показали образцы смелых и решительных действий. Так, эскадрон 23-го гвардейского кавалерийского полка под командованием капитана Н. Т. Овчинникова одним из первых ворвался на окраину г. Гродно, вышел к переправе через р. Неман и отрезал пути отхода войскам противника. Несмотря на ранения, Овчинников остался в строю и продолжал командовать подразделением. За личный героизм и умелое командование подразделением он был удостоен звания Героя Советского Союза.
- Отважно сражались воины дивизии в составе 2-го Белорусского фронта при освобождении Польши при разгроме группировки противника в Восточной Пруссии. 22 января 1945 дивизия во взаимодействии с другими соединениями 3-го гвардейского кавалерийского корпуса и 73-й стрелковой дивизии, 29-го стрелкового корпуса, 48-й армии овладела г. Алленштайн (Ольштын).
- С середины апреля 1945 года вела боевые действия на территории Германии и завершила свой боевой путь в Великой Отечественной войне на р. Эльба, где 2 мая в районе сев-западнее г. Виттенберг встретилась с частями союзных американских войск.

## Состав
- 18-й гвардейский кавалерийский полк (до 20.03.1943)
- 23-й гвардейский кавалерийский Подгайцевско[1]-Лидский[2] Краснознамённый орденов Суворова и Кутузова полк
- 25-й гвардейский кавалерийский Апшеронско[3]-Алленштайнский[4] Краснознаменный ордена Суворова полк (Н. Н. Жигайлов)
- 28-й гвардейский кавалерийский Дубненский[5] дважды Краснознамённый полк
- 198-й танковый Алленштайнский[4] ордена Суворова полк (с 18 августа 1943 года)
- 176-й гвардейский артиллерийско-минометный полк (5-й гвардейский конно-артиллерийский дивизион)
- 41-й отдельный гвардейский дивизион ПВО (гвардейская зенитная батарея)
- 5-й гвардейский артиллерийский парк
- 6-й гвардейский разведывательный эскадрон (6-й гвардейский разведывательный дивизион)
- 7-й отдельный гвардейский саперный эскадрон
- 6-й отдельный гвардейский эскадрон связи
- истребительный отряд (с 05.01.1942)
- 2-й отдельный медико-санитарный эскадрон (34-й медико-санитарный взвод)
- 7-й отдельный гвардейский эскадрон химической защиты
- 6-й продовольственный транспорт
- 1-й взвод подвоза ГСМ
- 4-й дивизионный ветеринарный лазарет
- 183-я полевая почтовая станция (40235)
- 380-я (602-я) полевая касса Государственного банка

Перечень № 6: Кавалерийские, танковые, воздушно-десантные дивизии и управления артиллерийских, зенитно-артиллерийских, минометных, авиационных и истребительных дивизий, входивших в состав действующей армии в годы Великой Отечественной войны 1941—1945 гг. / А. П. Покровский. — М.: Министерство обороны, 1965. — 77 с.

## Подчинение
- Входила в состав 5-го кавалерийского корпуса (с декабря 1941 года — 3-й гвардейский кавалерийский корпус), который действовал на Юго-Западном, Южном, Западном, 3-м и 2-м Белорусских фронтах.

## Командование дивизии
Дивизией командовали:
- Белогорский Анатолий Иванович, гвардии полковник (25.12.1941-07.02.1943).[1]
- Брикель Павел Порфирьевич (03.01.1943—06.1946), гвардии полковник, с февраля 1944 года гвардии генерал-майор

## Награды и наименования
- Орден Красного Знамени- награждена постановлением ЦИК СССР от 13 февраля 1930 года (по наследству от 14-й кавалерийской дивизии) за исключительные боевые заслуги на фронтах гражданской войны и в боях с бандитизмом.
- Орден Красной Звезды. Награждена Постановлением ЦИК СССР 27 декабря 1934 года за успехи в боевой, политической и технической подготовке личного состава (по наследству от 14-й кавалерийской дивизии)
- Орден Ленина. Награждена Постановлением ЦИК СССР от 17 ноября 1939 года в ознаменование 20-й годовщины организации 1-й Конной армии за боевые заслуги при защите Советского Союза и за успехи в боевой и политической подготовке (по наследству от 14-й кавалерийской дивизии).
- «Гвардейская» почетное звание присвоено приказом Народного Комиссара Обороны № 366 от 25 декабря 1941 года при преобразовании.
- Орден Суворова II степени — Награждена Указом Президиума Верховного Совета СССР от 21 декабря 1943 года за образцовое выполнение боевых заданий командования на фронте борьбы с немецкими захватчиками и проявленные при этом доблесть и мужество[6]
- «Гродненская» — почетное наименование присвоено приказом Верховного Главнокомандующего № 0215 от 25 июля 1944 года за отличие в боях при освобождении города Гродно.
- Орден Кутузова II степени — Награждена Указом Президиума Верховного Совета СССР от 4 июня 1945 года за образцовое выполнение заданий командования в боях с немецкими захватчиками при овладении городами Грайфсвальд, Трептов, Нойштрелиц, Фюрстенберг, Гранзее и проявленные при этом доблесть и мужество.[7]

Награды частей дивизии:
- 23-й гвардейский кавалерийский Подгайцевско[1]-Лидский[2] Краснознамённый[8] орденов Суворова[9] и Кутузова[10] полк
- 25-й гвардейский кавалерийский Апшеронско[3]-Алленштайнский[4] Краснознаменный[11] ордена Суворова[12] полк
- 28-й гвардейский кавалерийский Дубненский[5] дважды Краснознамённый[12][13] ордена Суворова[14] полк
- 198-й танковый Алленштайнский[4] ордена Суворова[14] полк[15]
- 176-й гвардейский артиллерийско-минометный ордена Кутузова[14] полк.

## Отличившиеся воины
Несколько тысяч воинов награждены орденами и медалями, 6 удостоены звания Героя Советского Союза, 11 воинов стали кавалерами ордена Славы трех степеней.
- Авчухов, Иван Васильевич, гвардии старший сержант — помощник командира пулемётного взвода 28-го гвардейского кавалерийского полка.
- Асланов, Амрах Кара оглы, гвардии красноармеец — сапёр 28-го гвардейского кавалерийского полка.
- Беленко, Николай Иванович, гвардии младший сержант — наводчик 75-мм орудия 25-го гвардейского кавалерийского полка.
- Брикель, Павел Порфирьевич, гвардии генерал-майор — командир дивизии.
- Висаитов, Мавлид Алероевич, гвардии подполковник — командир 28-го гвардейского кавалерийского полка.
- Егоркин, Александр Васильевич, гвардии красноармеец — командир отделения взвода разведки 28-го гвардейского кавалерийского полка.
- Заика, Александр Михайлович, гвардии сержант — наводчик 82-мм миномёта 28-го гвардейского кавалерийского полка.
- Кравченко, Иван Степанович, гвардии сержант — командир отделения взвода разведки 28-го гвардейского кавалерийского полка.
- Макурин, Аркадий Иванович, гвардии старшина медицинской службы — санинструктор 28-го гвардейского кавалерийского полка.
- Неумоев, Яков Николаевич, гвардии старший лейтенант — командир эскадрона 28-го гвардейского кавалерийского полка.
- Овчинников, Николай Тихонович, гвардии капитан — командир эскадрона 23-го гвардейского кавалерийского полка.
- Субботин, Павел Васильевич, гвардии старший сержант — командир отделения сапёрного взвода 28-го гвардейского кавалерийского полка.
- Тюлюпо, Александр Гаврилович, гвардии старший сержант — помощник командира разведывательного взвода 23-го гвардейского кавалерийского полка.
- Фирсов, Николай Александрович, техник-лейтенант — командир роты 198-го танкового полка.
- Шашков, Виктор Григорьевич, лейтенант — командир взвода 198-го танкового полка.
- Яковлев, Александр Степанович, гвардии сержант — наводчик станкового пулемета 28-го гвардейского кавалерийского полка.
- Яковлев, Григорий Васильевич, гвардии старшина — помощник командира взвода 82-мм миномётов 23-го гвардейского кавалерийского полка.